# Wiesław Łuczaj
Wiesław Konrad Łuczaj (ur. 1960) – polski artysta i nauczyciel akademicki, profesor sztuk plastycznych.

## Życiorys
Absolwent Państwowego Liceum Sztuk Plastycznych w Supraślu. W 1985 ukończył studia na Akademii Sztuk Pięknych w Warszawie.
W 1986 został zatrudniony na Wydziale Malarstwa macierzystej uczelni; związał się z Pracownią Wiedzy o Działaniach i Strukturach Wizualnych w Katedrze Problemów Plastycznych. W 2001 podjął pracę w Akademii Świętokrzyskiej, przekształconej następnie w Uniwersytet Jana Kochanowskiego w Kielcach. W latach 2002–2005 był dyrektorem Instytutu Edukacji Plastycznej na Wydziale Pedagogicznym i Nauk o Zdrowiu. W 2008 został dyrektorem Instytutu Sztuk Pięknych na Wydziale Pedagogicznym i Artystycznym UJK. 7 sierpnia 2012 otrzymał tytuł profesora sztuk plastycznych.
Autor ponad 30 wystaw indywidualnych i uczestnik ponad 140 wystaw zbiorowych w Polsce i za granicą. Pomysłodawca międzynarodowego ruchu artystycznego „Discursive Geometry”. Inspirację dla jego twórczości stanowi m.in. statystyka, której poświęcił dwie serie prac: „Zagrożenia”, odnoszącą się do globalnych zagrożeń ludzi i ich środowiska, oraz „Polak statystyczny”, pokazującą stosunek Polaków do kary śmierci, seksu, religii, bogactwa, starości, czy zachowań zdrowotnych.
Żonaty z Joanną, ma syna Ignacego. W 2008 został odznaczony Srebrnym Medalem „Zasłużony Kulturze Gloria Artis”.